# Ivan Novelli
Ivan Novelli (Firenze, 14 maggio 1956) è un giornalista, attivista e ambientalista italiano, presidente di Greenpeace Italia.

## Biografia
Alla fine degli anni '70 milita in organizzazioni antimilitariste nonviolente (Lega socialista per il disarmo e Lega per il disarmo unilaterale) con le quali organizza marce internazionali contro le spese militari e per l'obiezione di coscienza. Nel 1980 fonda ed è redattore de L'Asino, mensile antimilitarista diretto da Carlo Cassola e Francesco Rutelli. Nel 1982 redattore di Radio Radicale e dal 1985 al 1989 addetto stampa del gruppo parlamentare radicale alla Camera dei Deputati. Durante gli anni '80 consigliere federale del Partito Radicale, nel 1982 è arrestato Mosca dopo aver manifestato sulla Piazza Rossa a seguito del colpo di Stato realizzato in Polonia dal generale Wojciech Jaruzelski; sempre nel 1982 arrestato e detenuto a Regina Coeli per aver manifestato davanti alla Camera dei Deputati contro l'aumento delle spese militari; nel 1987 arrestato e detenuto con Franco Corleone e Paolo Pietrosanti a Varsavia per aver manifestato per la liberazione degli obiettori di coscienza polacchi davanti al Palazzo dei Congressi dov'era in corso una manifestazione con Jaruzelski e Michail Gorbaciov.
Nel 1989 promuove il comitato Non uccidere, costituito da associazioni laiche e cattoliche contro la pena di morte organizzando la grande campagna per la salvezza di Paula Cooper, la giovane americana salvata dalla pena di morte con la raccolta di due milioni di firme consegnate all'ONU.
Nel 1990 entra in Greenpeace Italia come coordinatore della campagna Atmosfera, e dal 1995 al 1996 è direttore delle campagne e della comunicazione.
È vicedirettore per le politiche ambientali dei comitati promotori delle candidature olimpiche di Roma 2004 (1996–1997) e di Torino 2006 (1998–1999).
Dal 1998 al 2004 è presidente di RomaNatura, l'ente regionale per la gestione delle aree naturali protette nel Comune di Roma.
Dal 2005 al 2010 lavora per la pianificazione, la gestione e la valorizzazione dei parchi naturali in Italia e all'estero per conto di vari enti locali e istituzioni: nello Sharr Mountains National Park (Kosovo) nell'ambito di una specifica missione ONU; per la redazione della rete ecologica del piano regolatore del Comune di Roma; per la certificazione ambientale del Parco regionale del Delta del Po per l'ISSI (Istituto Sviluppo Sostenibile); per la redazione del piano della Riserva naturale statale del litorale romano per il Ministero dell'Ambiente.
Nel 2008 è eletto vicepresidente di Greenpeace Italia e dal 2009 al 2014 ne è stato il presidente, per poi ritornarlo nel 2020.
Socio fondatore de La Società della Ragione, cura e promuove con Franco Corleone la mostra I volti dell'alienazione. Disegni di Roberto Sambonet. Dal 2014 al 2019 attraverso quattordici tappe a Milano, Firenze, Ferrara, Roma, Brescia, Matera, Bologna, Trieste, Pavia, Ortona, Treppo Carnico, Torino, Parma, Latina la mostra contribuisce alla campagna di StopOpg per la chiusura degli ultimi sei ospedali psichiatrici giudiziari in Italia.
Dal 2014 è socio e membro del consiglio direttivo di Tevereterno, Onlus impegnata per la riqualificazione dello spazio urbano del tratto del Tevere tra Ponte Sisto e Ponte Mazzini a piazza fluviale per le arti contemporanee: Piazza Tevere.
È responsabile dell'Archivio Gastone Novelli.

## Attività giornalistica ed editoriale
Giornalista pubblicista, iscritto all'Ordine Nazionale dei Giornalisti dal 1986, è stato collaboratore del Gambero Rosso per la Guida dei Ristoranti (2007–2010).
Ha pubblicato oltre 150 articoli su quotidiani e periodici nazionali tra i quali Il Sole 24 Ore, La Repubblica, L'Unità, Il Giorno, Il Manifesto, Il Foglio, L'Indipendente, Avvenimenti, Impresa Ambiente, Oasis, Aqua, La Gazzetta dello Sport, Lotta Continua, Paese Sera, Il Male.
Ha scritto con Paolo Pietrosanti La guerra nonviolenta (Gammalibri, 1983); ha curato Clima. Il rapporto di Greenpeace sul riscaldamento globale, Editori Del Grifo, 1992; The Green Wheel of Rome (sulla compatibilità ambientale della candidatura di Roma ai Giochi Olimpici del 2004), Roma 1996; Green Card (sulla compatibilità ambientale della candidatura di Torino ai Giochi Olimpici Invernali del 2006), Torino 1998; I parchi naturali di Roma. Atlante fotografico delle quattordici aree naturali protette di RomaNatura, RomaNatura, 2001; Greenpeace - I guerrieri dell'arcobaleno in Italia, Minerva, 2018.
| Controllo di autorità | VIAF (EN) 43239831 · LCCN (EN) n84095462 |